# Kuffs, a zűrös zsaru
A Kuffs, a zűrös zsaru (eredeti cím: Kuffs) 1992-ben bemutatott amerikai akcióvígjáték Bruce A. Evans rendezésében. A főbb szerepekben Christian Slater és Tony Goldwyn látható. A film Milla Jovovich negyedik nagyjátékfilmje volt, Ashley Judd pedig ebben debütált színészként.
A kaliforniai San Francisco és Los Angeles környékén forgatták.

## Cselekmény
George Kuffs, a felelőtlen 21 éves San Franciscó-i gimnazista elhagyta terhes barátnőjét, Mayát. Miután elvesztette az állását, és nincs más kilátása, George felkeresi a bátyját, Bradet, hogy pénzt kérjen tőle. Brad a San Franciscó-i járőröző különleges rendőrségnél szolgál, egy olyan civil segédrendőrségnél, amely a potenciális rendőrök számára meghatározott területeket jelöl ki, akik ott bérmunkában dolgoznak. Brad, aki nem hajlandó pénzt kölcsönadni George-nak, azt javasolja, hogy csatlakozzon hozzá járőröző különleges rendőrként a tulajdonában lévő körzetben, és dolgozzon alatta. Mielőtt George eldönthetné, hogy elfogadja-e az ajánlatot, Bradet lelövi egy Kane nevű férfi. Kane eldobja a fegyvert, és közömbösen elsétál a helyszínről, Bradet pedig kórházba szállítják.
George-ot szembesítésre viszik, ahol azonosítja Kane-t, mint a lövöldözőt, de a rendőrség kénytelen elengedni, mert George valójában nem látta, hogy Kane - aki az ujjlenyomatok elkerülése érdekében kesztyűt viselt - elsütötte a fegyvert. Nem sokkal később George-nak Morino kapitány, Brad barátja elmondja, hogy Brad belehalt a sérüléseibe, és hogy George-ra hagyta Brad körzetét. A helyi üzletember, Sam Jones megpróbálja megvásárolni a körzetet, hogy ő irányíthassa, de George úgy dönt, hogy megtartja, és rendőrnek képzi magát. 
A képzetlennek és bunkónak tartott George magára vonja a járőrspecialisták gúnyolódását és Ted Bukowsky rendőr haragját - ő rendőrségi összekötő, akit büntetésből a járőrspecialistákkal való együttműködésre rendeltek ki, mert viszonya volt a rendőrfőnök feleségével. George szolgálat közben altatót tesz Ted kávéjába, aminek következtében Tedet felfüggesztik.
Miután George-ot lelőtte és megsebesítette egy öngyilkosjelölt író, az élete javulni kezd. Leleplez egy kínai tisztítóban (amelyet Jones vezet) működő bűnszervezetet, tiszteletet és csodálatot szerez a rendőrtársaitól, és Mayával is újra kapcsolatba kerül. George igazságot szolgáltat bátyja meggyilkolásáért, amikor egy sikertelen rajtaütés során (önvédelemből) megöli Kane-t George lakásában. Öröme azonban rövid ideig tart: Jones átadja George középiskolai bizonyítványát a járőröző különleges osztagnak - ami bizonyítja, hogy George nem lehet rendőr, mert nem érettségizett le -, és kijelenti, hogy átveszi a kerület irányítását.
George nem áll le Jones nyomában, és a még mindig felfüggesztett Tedet keresi fel segítségért. Egy lövöldözésbe keverednek Jones banditáival a háztetőkön, és végül csatlakozik hozzájuk a rendőrség többi tagja is. George egy parkolóház legalsó szintjén sarokba szorítja Jonest, és önvédelemből halálos lövést ad le rá.
George feleségül veszi Mayát, és egy Sarah nevű kislány büszke apja lesz. Maya javaslatára leteszi az érettségi vizsgát, így továbbra is rendőrként dolgozhat. Kölcsönt is felvesz, hogy kibővítse a bátyja hajdani körzetét.

## Szereplők
| Szerep                         | Színész             | Magyar hang     | Magyar hang          | Magyar hang     |
| Szerep                         | Színész             | 1. szinkron     | 2. szinkron          | 3. szinkron     |
| ------------------------------ | ------------------- | --------------- | -------------------- | --------------- |
| George Kuffs                   | Christian Slater    | Breyer Zoltán   | Hevér Gábor          | Dányi Krisztián |
| Maya Carlton                   | Milla Jovovich      | Dudás Eszter    | Orosz Helga          |                 |
| Ted Bukovsky rendőrtiszt       | Tony Goldwyn        | Kassai Károly   | Király Attila        |                 |
| Brad Kuffs rendőrtiszt         | Bruce Boxleitner    | Sztarenki Pál   | Csík Csaba Krisztián |                 |
| Morino százados                | Troy Evans          | Várkonyi András | Koroknay Géza        | Barbinek Péter  |
| Sam Jones                      | George De La Pena   | Tarján Péter    | Kárpáti Levente      | Damu Roland     |
| Kane                           | Leon Rippy          | Salinger Gábor  | Bognár Tamás         | Bolla Róbert    |
| Nikki Allyn rendőrtiszt        | Mary Ellen Trainor  | Kiss Virág      | Keönch Anna          |                 |
| Bill Donnelly                  | Joshua Cadman       | Szűcs Sándor    | Kapácsy Miklós       | Kapácsy Miklós  |
| Peter Coca                     | Kim Robillard       | Kiss Gábor      |                      | Háda János      |
| Mr. Chang                      | Aki Aleong          | Lázár Sándor    | Botár Endre          | Maday Gábor     |
| Épülettulajdonos               | Henry G. Sanders    | Hankó Attila    |                      |                 |
| Harriet                        | Lu Leonard          | Némedi Mari     | Kassai Ilona         |                 |
| Dr. Will Carlton               | Dennis Holahan      | Rudas István    | Szokolay Ottó        | Mihályi Győző   |
| Mrs. Will Carlton              | Patricia J. Earnest | Várnagy Kati    |                      |                 |
| Festékbolt-tulajdonos          | Craig Benton        |                 |                      |                 |
| Festékbolt-tulajdonos felesége | Ashley Judd         |                 |                      |                 |
| Főnök felesége                 | Alexandra Paul      |                 |                      |                 |

## Film készítése
Slater elmondta, hogy részben azért vállalta el a szerepet, mert nem akart akcentusokat használni vagy a történelmi hitelesség miatt aggódni, mint az előző két szerepében. Slater azt mondta, tinibálványként való népszerűsége miatt kérték fel, hogy alsóneműben forgasson egy jelenetet. Ezt visszautasította, mert indokolatlannak érezte.

## Bemutató
1992. január 10-én jelent meg az Amerikai Egyesült Államokban. Az ötödik helyen nyitott, és 5,7 millió dolláros bevételt hozott a nyitóhétvégén. A végső amerikai összbevétele 21,1 millió dollár volt.

## Fordítás
- Ez a szócikk részben vagy egészben  a   Kuffs című angol Wikipédia-szócikk fordításán alapul.  Az eredeti cikk szerkesztőit annak laptörténete sorolja fel. Ez a jelzés csupán a megfogalmazás eredetét és a szerzői jogokat jelzi, nem szolgál a cikkben szereplő információk forrásmegjelöléseként.